# Paul Piguet (musicien)
Pour les articles homonymes, voir Paul Piguet.
Paul Piguet, né à Genève en 1891 et mort à Lausanne en septembre 1981, est un compositeur et critique musical vaudois.

## Biographie
Originaire du Chenit près du Lac de Joux, Paul Piguet étudie tout d'abord le violon à Bex. Il commence sa vie professionnelle à la poste de Villeneuve, où il effectue un stage d'apprenti postal en 1908. Lors de la mobilisation pour la Première Guerre mondiale, il sert aux côtés d'Aloÿs Fornerod avec qui il noue une profonde amitié. C'est en effet grâce à ce dernier que Piguet prend alors conscience de ses dons de compositeur.
Paul Piguet mène en parallèle sa carrière de postier, qui le verra atteindre le grade de sous-chef de bureau à Lausanne, et sa carrière musicale avec comme point marquant son rôle actif dans la création de l'Orchestre de chambre de Lausanne. Membre du conseil administratif de cette institution lors de sa réorganisation en 1954, il a couvert près de 40 saisons de l'OCL. Son œuvre majeure en tant que compositeur est sans doute le quatuor à cordes en si mineur joué en création par les chefs de pupitre de l'orchestre de la Suisse romande au début des années 1960 sous le patronage d'Ernest Ansermet. Il s'est également distingué par ses compositions de musique vocale et de musique de scène : de Cendrillon en 1926 à la Chanson de Genève en 1945, nous trouvons près de 15 œuvres dont il a signé la musique. Sensible autant que cultivé, Piguet collabore pendant plusieurs années, en qualité de critique musical, à la Revue de Lausanne.

## Sources
- « Paul Piguet », sur la base de données des personnalités vaudoises sur la plateforme « Patrinum » de la Bibliothèque cantonale et universitaire de Lausanne.
- Hefti Jocelyne, Inventaire du Fonds Paul Piguet, Lausanne, Bibliothèque cantonale et universitaire, 1993